# Ледниковый (приток Толбачика)
Ледниковый (устар. Перевальный) — ручей на полуострове Камчатка в России, протекает по территории Усть-Камчатского района Камчатского края. Протяжённость составляет 10 км.
Начинается на западном склоне горы Овальная Зимина вблизи перевала Толбачинский к западу от ледника Попкова. Течёт в общем юго-восточном направлении, огибая Острую Зимину; в низовьях его течение параллельно течению Правого Толбачика. Устье расположено к северу от горы большая Удина. Впадает в реку Толбачик слева на расстоянии 139 км от его устья.
По данным государственного водного реестра России относится к Анадыро-Колымскому бассейновому округу. Код водного объекта — 19070000112220000014547.